# Johannes Reinke
Johannes Reinke (Ziethen, 3 de fevereiro de 1849 - Preetz, 25 de fevereiro de 1931) foi um botânico alemão.

## Obras
- Entwicklungsgeschichtliche Untersuchungen über die Dictyotaceen des Golfs von Neapel. Nova Acta Academiae Caesareae Leopoldino-Carolinae Germanicae naturae curiosorum, Bd. 40, 1 (1878)
- Botanische Abhandlungen aus dem Gebiet der Morphologie und Physiologie, 1878
- Lehrbuch der allgemeinen Botanik, 1880
- Atlas deutscher Meeresalgen, 1889 und 1891
- Die Entwicklung der Naturwissenschaften insbesondere der Biologie im neunzehnten Jahrhundert, 1900
- Einleitung in der theoretische Biologie, 1901, 2. Auflage 1911
- Die Welt als Tat. Umrisse einer Weltansicht auf naturwissenschaftlicher Grundlage, 1903
- Studien zur vergleichenden Entwicklungsgeschichte der Laminariaceen, 1903
- Philosophie der Botanik, 1905
- Naturwissenschaftliche Vorträge für die Gebildeten aller Stände, 6 Hefte, 1907–1911
- Die Natur und wir. Leichtverständliche Aufzeichnungen, 1907
- Haeckels Monismus und seine Freunde – ein freies Wort für freie Wissenschaft, 1907
- Die Kunst der Weltanschauung, 1911
- Der älteste botanische Garten Kiels-. Urkundliche Darstellung der Begründung eines Universitäts-Instituts im siebzehnten Jahrhundert, 1912
- Kritik der Abstammungslehre, 1920
- Naturwissenschaft, Weltanschauung, Religion, 1923
- Mein Tagewerk, 1925
- Das dynamische Weltbild, 1926
- Wissen und Glauben in der Naturwissenschaft, mit besonderer Berücksichtigung der Tierpsychologie, 1929